# 翁家春
翁家春（1583年—？年），字啓陽，號東衡，浙江溫州府永嘉縣人，明朝政治人物。

## 生平
萬曆三十七年（1609年）己酉科浙江鄉試第七十四名舉人，萬曆三十八年（1610年）聯捷庚戌科會試六十六名，第三甲第十八名進士。工部觀政。授直隸蘇州府推官。卒。

## 家族
曾祖翁檜；祖翁邦顯，冠帶鄉賓；父翁文源；母潘氏。重慶下。兄家哲；家慶，弟家敞；家珪（庠生）；家新；家邵；家懋。子翁必剛；翁必毅。